# Top Trumps
Top Trumps és una sèrie de joc de cartes d'Anglaterra (Regne Unit) creat en la dècada del 1970. Les baralles de cartes de Top Trumps pertanyen a una temàtica. És considerat un joc educatiu. Pel seu senzill format, s'han fet jocs de cartes basats en la idea original.
Les cartes es caracteritzen per mostrar informació sobre objectes en forma d'imatges i text.

## Regles del joc
Els jugadors, que han de ser dos o més, seleccionen una baralla temàtica. Les cartes de la baralla tenen atributs numèrics (quantitats, dates). Es barregen les cartes i es reparteixen 5 cartes cap per avall per persona i són apilades. El jugador de menys edat comença, mira la primera carta i diu un atribuït i el seu valor en veu alta. L'altre jugador mira la seua primera carta de la pila i diu en veu alta el valor del mateix atribut de la seua pròpia carta. Les dues persones ensenyen les cartes i qui té el valor més alt guanya, quedant-se la carta d'aquell qui perd i ficant-la baix de la seua pila de cartes. El joc finalitza quan algú es queda sense cartes.